# Aeroportul Yola
Aeroportul Yola (IATA: YOL, ICAO: DNYO) este un aeroport din Jimeta, Statul Adamawa, Nigeria ce deservește zona Yola. Aeroportul a fost tranzitat în 2021 de 42.480 de pasageri. A fost numit după zona deservită.
Situat la o altitudine de 183 m, aeroportul dispune de o singură pistă.